# 塔克·霍金斯
塔克·霍金斯（英語：Charles Curtis "Tuc" Watkins III，1966年9月2日—）是美國的一位演員。他最著名的作品是在肥皂劇只此一生中飾演David Vickers角色。他出生在堪薩斯城。